# Pennigbütteler Moor
Das Pennigbütteler Moor ist ein ehemaliges Naturschutzgebiet östlich der Ortschaft Pennigbüttel der Stadt Osterholz-Scharmbeck im Landkreis Osterholz.

## Allgemeines
Das ehemalige Naturschutzgebiet ist rund 185 Hektar groß und wurde zum 2. November 1985 durch die Bezirksregierung Lüneburg unter Naturschutz gestellt. Es trug die statistische Bezeichnung „NSG LÜ 129“. Zweck der Unterschutzstellung war die „Erhaltung und Entwicklung moortypischer Flora und Fauna, insbesondere mehrerer, an den Hochmoorbiotop angepasster Vogel-, Lurch- und Kriechtierarten, in Teilbereichen die Förderung einer wachsenden Hochmoordecke; in den Randbereichen soll der Moor-Birkenwald erhalten bleiben.“ Das Gebiet ging zum 3. Oktober 2019 in dem am 20. April 2017 ausgewiesenen Naturschutzgebiet „Hammeniederung“ auf.

## Natur
Im Pennigbütteler Moor ist gegenüber seinem früheren Zustand durch Handtorfstich stark verändert worden. In nun tiefer liegenden Flächen kommen Grünländereien unterschiedlicher Nutzungsintensität vor. Brachliegende Flächen werden von Flatterbinsenvorkommen dominiert. Soweit die Flächen nicht kultiviert wurden, weisen sie nun Pfeifengras, Gagelstrauch und Birken auf. In nassen Flächen und Torfstichen deuten Torfmoose auf eine Moorregeneration hin. Nicht abgebaute Torfbänke sind mit Birken und einzelnen Kiefern bestanden.

## Andere Schutzkategorien
Das ehemalige Naturschutzgebiet liegt im Bereich des FFH-Gebietes 33 (Untere Wümmeniederung, Untere Hammeniederung mit Teufelsmoor).